# 波音Y3
波音Y3是波音黃石專案（Boeing Yellowstone Project）中的三種機型之一。
黃石專案的嶄新技術包括先進複合機材、增加更多的線傳飛控系統並減少液壓系統、更有燃油效率的渦輪扇發動機（包括美國通用電氣公司的GEnx、CFM International的CFM56、勞斯萊斯的Trent 1000）、更多的電路系統、整合式航空控制系統以及強化影像系統（EVS）等，由這些嶄新民航科技的概念組合被波音命名為黃石專案。
開發中的Y3則是被設計來取代波音777-300、波音747等機型的新世代大型民航機，設計搭載人數約為300-600名旅客。一部份的Y3專案會與波音747-8（3艙等約搭載450至500名乘客）重複。另外也將有能與空中巴士的A380競爭、可以搭載500至600名乘客的超大型客機方案誕生。